# Kosaka Daimaou
Kosaka Kazuhito (古坂 和仁 (Cổ Phản Hòa Nhân) Kosaka Kazuhito, sinh ngày 17 tháng 7 năm 1973), thường được biết đến với nghệ danh Kosaka Daimaō (古坂大魔王 (Cổ Phản Đại Ma Vương) Kosaka Đại ma vương) và Pikotarō (ピコ太郎), là một nam nghệ sĩ hài người Nhật Bản. Anh được biết đến nhiều nhất qua đĩa đơn "PPAP (Pen-Pineapple-Apple-Pen)".

## Đĩa đơn

### Hát chính
| Tên                              | Năm  | Vị trí xếp hạng cao nhất | Vị trí xếp hạng cao nhất | Vị trí xếp hạng cao nhất | Album |
| Tên                              | Năm  | Nhật                     | Canada                   | Mỹ                       | Album |
| I like orange juice              | 2017 | -                        | -                        | -                        | PPAP  |
| -------------------------------- | ---- | ------------------------ | ------------------------ | ------------------------ | ----- |
| "PPAP (Pen-Pineapple-Apple-Pen)" | 2016 | 2                        | 39                       | 77                       | PPAP  |
| "The Theme Song of Pikotaro"     | 2016 | —                        | —                        | —                        | PPAP  |
| "Romita Hashinikov"              | 2016 | —                        | —                        | —                        | PPAP  |
| "Kashite Kudasaiyo"              | 2016 | —                        | —                        | —                        | PPAP  |
| "Neo Sunglasses"                 | 2016 | —                        | —                        | —                        | PPAP  |